# Parque Nacional Kızıldağ

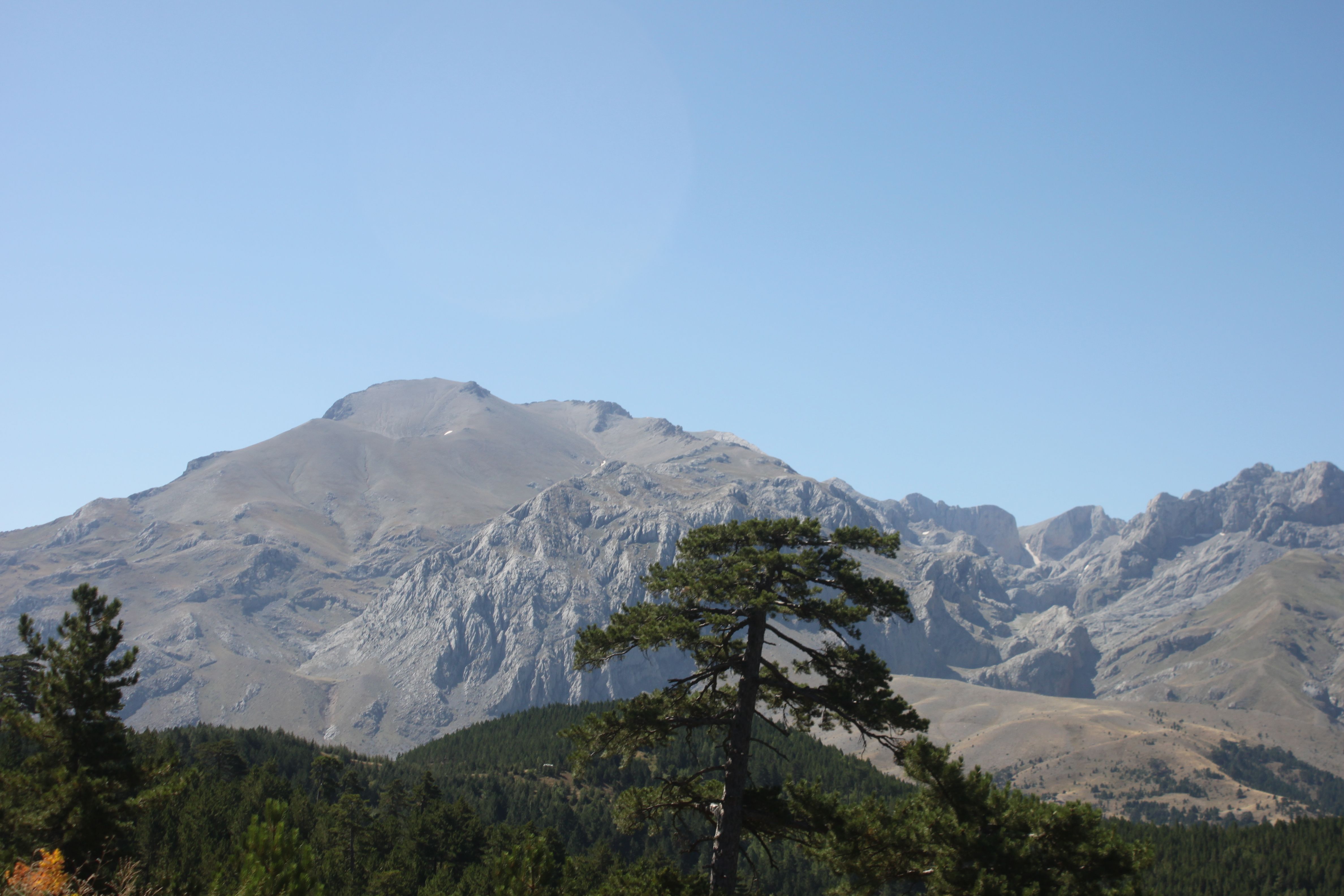
Parque Nacional Kızıldağ

O Parque Nacional Kızıldağ (em turco:  Kızıldağ Milli Parkı), fundado no dia 19 de maio de 1969, é um parque nacional no sul da Turquia. Ele está localizado nos distritos de Yenişarbademli, Şarkikaraağaç e Aksu da província de Isparta.